# رابرت هاوارد
رابرت هاوارد (انگلیسی: Robert E. Howard؛ زاده ۲۲ ژانویهٔ ۱۹۰۶ درگذشته ۱۱ ژوئن ۱۹۳۶) یک نویسنده اهل ایالات متحده آمریکا بود.

## آثار
- سولومون کین
- کرم‌های زمین